# Jacob Bernays
Pour les articles homonymes, voir Bernays.
Jacob Bernays, né à Hambourg le 11 septembre 1824 et mort le 26 mai 1881, est un philologue et universitaire allemand.

## Biographie
Né à Hambourg, il est l'oncle paternel de Marie Bernays, femme politique et militante des droits des femmes, de Martha Bernays, épouse de Freud, d'Ely Bernays et de Minna Bernays. Fils de rabbin, il est « un juif engagé — et fut le premier juif pratiquant à être nommé sur un poste proprement universitaire dans l'Allemagne du dix-neuvième siècle ». Philologue dans le domaine des études classiques, il est habilité (par sa thèse de philologie) dans une université allemande, à Bonn. Du fait de ses origines juives, il ne peut accéder à une chaire universitaire, mais il est nommé directeur de la bibliothèque et « professeur extraordinaire ».
Son thème de prédilection est la réconciliation de la Bible et de la culture gréco-romaine. Jean Bollack écrit en incipit du portrait qu'il dresse de Jacob Bernays intitulé « Un homme d'un autre monde » : « L'entrée de Bernays dans le monde de la philologie vers 1850 est celle d'une météorite tombé d'un autre âge, du fond de la Réforme et surtout des Lumières, et d'une autre société, d'une aristocratie de la lettre ».